# Metoda celkové fyzické odpovědi
Metoda celkové fyzické odpovědi je alternativní metoda výuky cizích jazyků zformulovaná profesorem Jamesem J. Asherem v 70. letech 20. století. Tato metoda se obvykle spojuje s podobnými přístupy a metodami jako přirozený přístup, lexikální přistup, či sugestopedie. Je založená na teoretickém předpokladu, že lidský mozek je rozdělen do dvou hemisfér – levé a pravé. V levé hemisféře se nachází centrum řeči a pravá ovládá pohyb. Učitel v hodinách dává příkazy žákům zaměřené na pohyb. Důrazem na používání pravé hemisféry má pak výuka redukovat stres. Tímto se napodobí postup osvojování mateřského jazyka u dětí, který má být optimální i při učení se dalšího jazyka. Metoda je užívaná především ve výuce dětí a začátečníků.

## Teoretické předpoklady
Asherova hypotéza pro efektivní cizojazyčné učení je postavena na třech předpokladech:

### 1. Vrozený bioprogram
Lidé mají vrozený bioprogram pro jazykové učení, který stanovuje optimální postup pro vývoj prvního i druhého jazyka.
Výuka cizího jazyka by se měla podobat procesu osvojování mateřštiny. Nejdůležitější jsou tři principy.
1. Děti si nejdříve osvojí poslechovou kompetenci a až poté se u nich rozvíjí schopnost mluvit
2. K osvojení poslechových dovedností dojde proto, že děti musí fyzicky reagovat na verbální příkazy svých rodičů
3. K mluvení dojde přirozeně po osvojení si základů poslechového porozumění

### 2. Lateralizace mozku
Hemisféry mozku (levá a pravá) mají každá odlišné funkce.
Dítě si osvojí cizí jazyk pomocí pohybu, tedy aktivitou pravé hemisféry. Výuka se má tím pádem zaměřit na činnosti aktivizující pravou hemisféru, zatímco ta levá se „dívá a učí“.

### 3. Negativní vliv stresu
Stres negativně ovlivňuje proces učení. Čím nižší je stres, tím je učení efektivnější.
Absence stresu je podle Ashera důležitá podmínka pro úspěšnou výuku cizího jazyka. Té se dosáhne využitím přirozeného bioprogramu pro jazykové učení. Podporu pro toto tvrzení lze nalézt i v aktuálním výzkumu.

## Techniky využívané ve výuce

### Verbální příkazy
Užití příkazů je hlavní vyučovací technika celkové fyzické odpovědi. Učitel žákům přikáže v cizím jazyce nějakou činnost (například „stoupněte si“), kterou mají studenti vykonat. Učitel by si měl příkazy připravit dopředu, aby hodina nezačala být nudná. Při improvizování totiž není učitel většinou schopný udržet rychlé tempo hodiny, které je pro výuku žádoucí. Při úvodu nových příkazů má učitel nejdříve vyjasnit jejich význam tím, že je sám předvede. Poté je mají žáci vykonat sami. Je také důležité příkazy obměňovat, aby nedošlo u žáků k zapamatování určitého postupu. Také by se mělo dodržovat pravidlo tří, tedy učitel by neměl prezentovat více než tři zcela nové výrazy najednou.

### Akční sekvence
V procesu výuky může učitel pokládat stále delší série souvislých příkazů. Tyto série se někdy nazývají akční sekvence. V některých případech se jedná o rozdělení složitějšího úkolu na několik příkazů (např. „vezmi si kus papíru“, „napiš dopis“, „slož dopis“ a „dej ho do obálky“). 

### Reverze rolí
Žáci mohou dávat příkazy svým spolužákům i svému učiteli. Neměli by k tomu však být vedeni, pokud nejsou připravení, aby nedošlo ke zbytečnému stresu.

## Kritika metody
Metoda celkové fyzické odpovědi je kritizována pro příliš vysoké nároky na učitele, od kterých vyžaduje mimo jiné časově náročnou přípravu na hodiny. Také se jí často vytýká její přístup k chybám – chyby mají být v dřívějších hodinách většinou vyučujícím ignorovány. Počítá se s tím, že žáci postupně začnou používat tu správnou formu jazyka. Tento přístup ale může zapříčinit vytvoření chybných návyků v žákově řeči. Sám autor metody tvrdí, že by se metoda celkové fyzické odpovědi měla používat spíše jako doplněk k dalším metodám pro obohacení vyučovacích hodin. 